# Azevia
Azevia es un dulce frito típico de Portugal, originario del Alentejo. Tradicionalmente se sirve en Navidad.
El dulce recibió el mismo nombre que un pez, también común en la región, por tener una forma igualmente plana y alargada. La masa es rellena de calabaza o camote y se fríe en aceite, luego se espolvorea con azúcar y canela. El relleno puede ser un legado de las tragemas romanas, según informa Apício.